# Monte Urgull
Urgull es una montaña situada entre la Parte Vieja de San Sebastián y el paseo Nuevo, junto al mar Cantábrico.

## Fortificaciones
En este promontorio se conservan fortificaciones que en su día abrazaban por completo la antigua ciudad. Empleadas militarmente en el pasado, donde fue el último bastión de la resistencia francesa en la ciudad durante el asedio de San Sebastián en 1813, hoy albergan exposiciones, además de componer un atractivo parque urbano con espectaculares vistas de las playas que adornan la fisionomía de la localidad. Urgull también cuenta con vegetación natural y exótica.

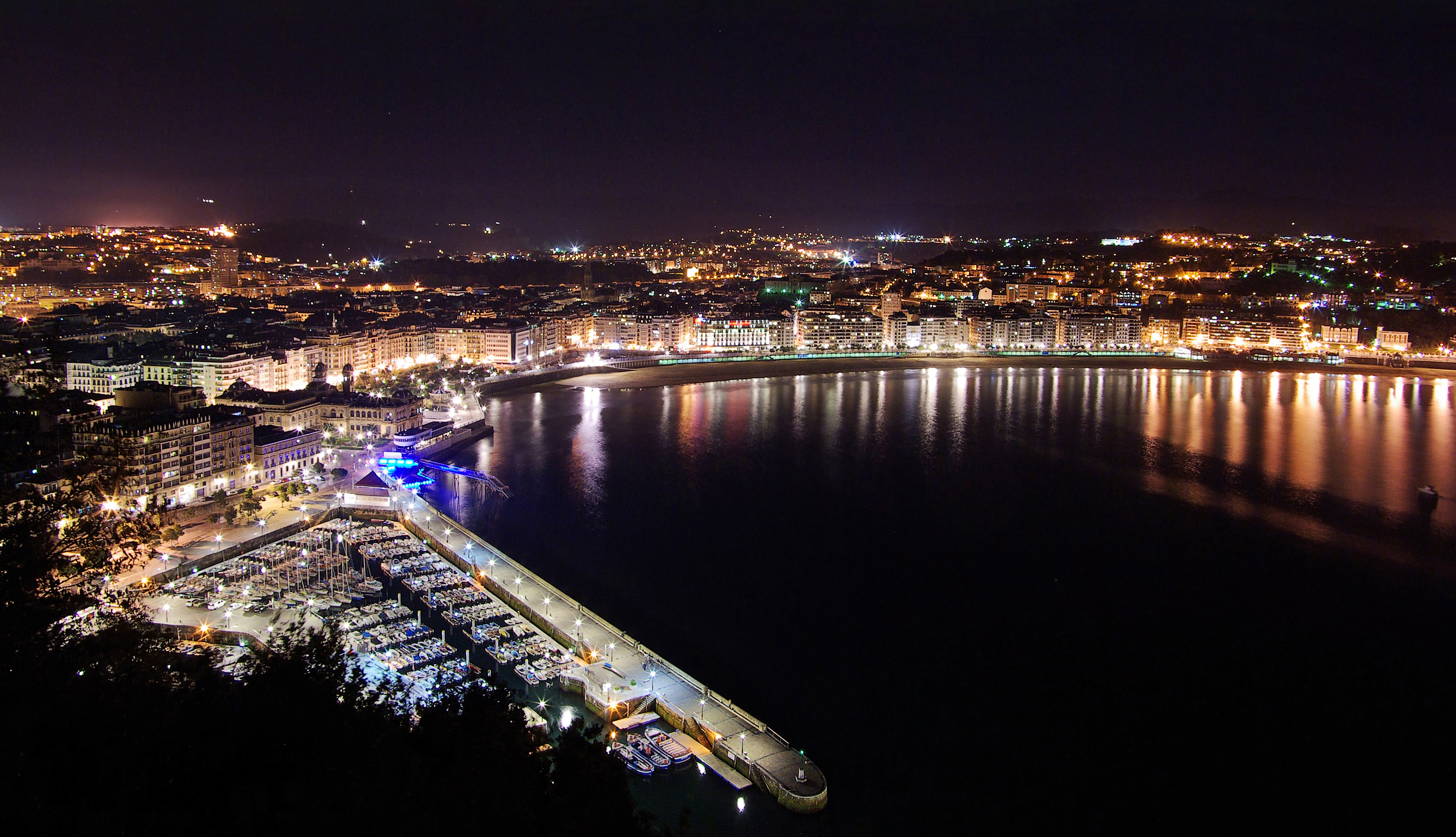
Vista nocturna de San Sebastián desde el monte Urgull.

En la parte alta está el Castillo de la Mota con tres capillas, una de ellas dedicada al Cristo de la Mota. Una de estas capillas (de 16 metros de altura) sirve de peana a la emblemática imagen del Sagrado Corazón de Jesús, de 12,5 metros de estatura.  En el siglo XIX se situó en este castillo una torre del telégrafo óptico, en concreto la número 50 de la línea de Castilla, que comunicaba Madrid con Irún.
En la falda del monte tienen asiento una serie de fortificaciones que se han modernizado con el paso de los siglos: las baterías de las Damas, de Bardocas, del Mirador, del Príncipe, de la Reina, Alta de Santa Clara, Baja de Santa Clara, etc., así como un cuartel a prueba de bomba (siglo XIX), el polvorín de Santiago, la galería de tiro, la gruta-almacén, etc. El monte fue vendido por el Estado al Ayuntamiento de San Sebastián en el año 1915, comenzando la destrucción de las fortificaciones, que se han conservado en gran parte gracias a un accidente ocurrido en la voladura de un cuartel. En el año 1963, centenario del derribo de las murallas, gran parte de las fortificaciones fueron rehabilitadas.
En una de sus laderas está el cementerio de los Ingleses, que alberga las tumbas de oficiales ingleses fallecidos en la primera guerra carlista (1833-1840).

## Etimología
El nombre Urgull es de origen gascón o bearnés, como se denomina actualmente dicha región (Béarn) y su significado es "orgullo". Asimismo, son de origen gascón o bearnés varios topónimos donostiarras (Polloe, Ayete, Miramon (Miramont), Ulia, Mompás (Montpas), Morláns...). Esto se debe a que en el momento de la fundación de San Sebastián (1180) el lugar ya contaba con un asentamiento de población mayoritariamente gascona.

## Cultura popular

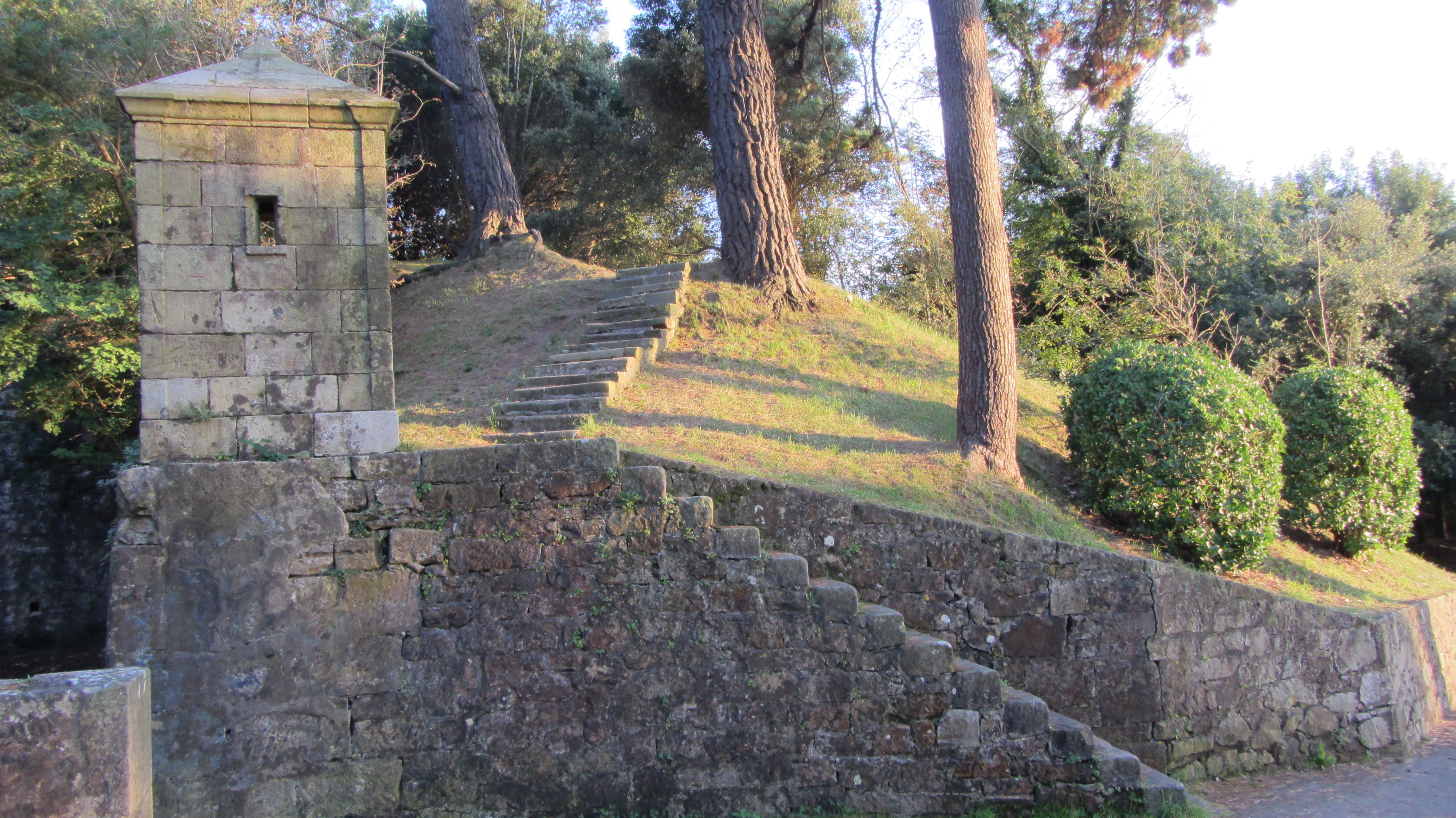
Escaleras de acceso al Castillo de la Mota.

El monte es mencionado en la canción La chica del gorro azul, de La Oreja de Van Gogh, y en la novela La edad prohibida de Torcuato Luca de Tena.